# David III van Tao

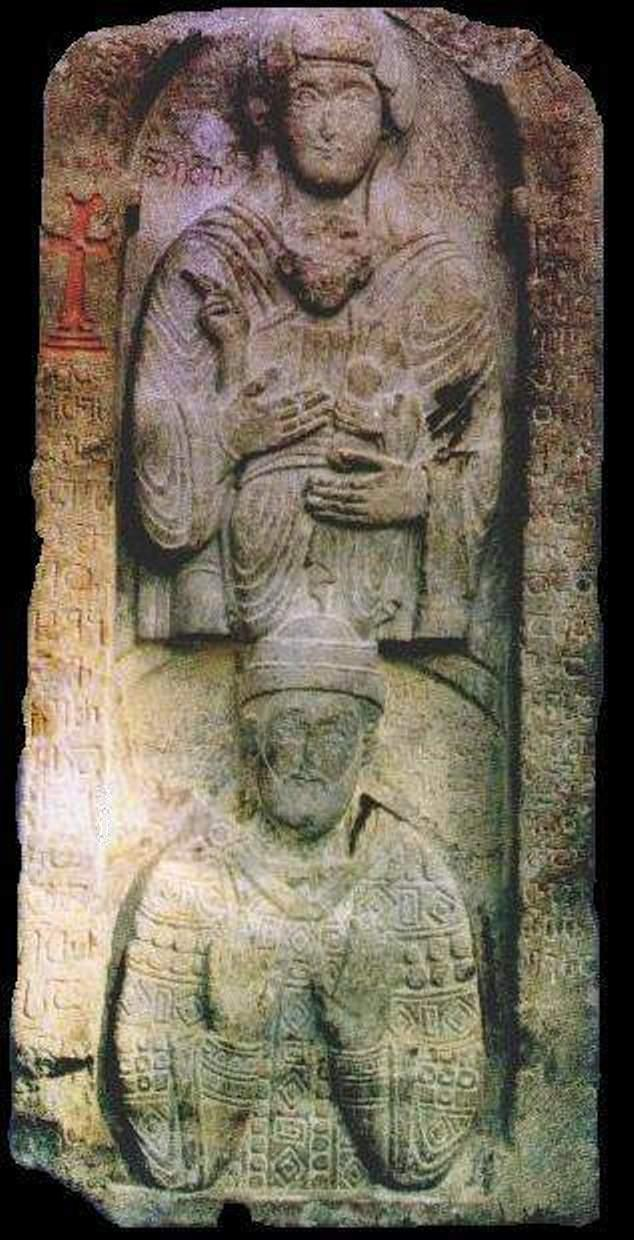
David van Tao

David III Kouropalates (Georgisch:დავით III კუროპალატი, Davit III Kuropalati) of David III de Grote (დავით III დიდი, Davit III Didi) ook bekend als David II (circa 930s - 1000/1) was een Georgische prins uit het huis Bagrationi van Tao, een historische regio in de Georgisch-Armeense grensgebied, van 966 tot aan zijn dood in 1000. De Byzantijnse titel Kouropalates werd hem verleend in 978 en opnieuw in 990.
Bij zijn dood kreeg zijn erfgenaam, Bagrat III, een kans om de eerste koning te worden van een verenigd Georgisch Koninkrijk.